# Wan Yai (huyện)
Wan Yai (tiếng Thái: หว้านใหญ่) là một huyện (amphoe) của tỉnh Mukdahan, đông bắc Thái Lan.

## Địa lý
Các huyện giáp ranh (từ phía nam theo chiều kim đồng hồ) là Mueang Mukdahan của tỉnh Mukdahan và That Phanom của Nakhon Phanom Province. Về phía đông bên kia sông Mekong là tỉnh Savannakhet của Lào.
Nguồn nước chính ở đây là sôngMekong.

## Lịch sử
Tiểu huyện (King Amphoe) Wan Yai được lập ngày 16 tháng 9 năm 1977, khi tambon Wan Yai, Pong Kham và Bang Sai Noi đã được tách khỏi huyện Mukdahan. Năm 1982, đây là một trong 6 huyện mới của tỉnh mới Mukdahan. Tiểu huyện was upgraded to a full district on ngày 9 tháng 5 năm 1992.

## Hành chính
Huyện này được chia thành 5 phó huyện (tambon), các đơn vị này lại được chia ra thành 44 làng (muban). Không có khu vực đô thị (thesaban), có 4 tổ chức hành chính tambon.
| STT | Tên          | Tên tiếng Thái | Số làng | Dân số |  |
| --- | ------------ | -------------- | ------- | ------ |  |
| 1.  | Wan Yai      | หว้านใหญ่        | 11      | 4.739  |  |
| 2.  | Pong Kham    | ป่งขาม          | 11      | 5.337  |  |
| 3.  | Bang Sai Noi | บางทรายน้อย     | 11      | 4.715  |  |
| 4.  | Chanot       | ชะโนด          | 5       | 2.444  |  |
| 5.  | Dong Mu      | ดงหมู           | 6       | 1.448  |  |